# Henri-Jacques-Guillaume Clarke
Henri-Jacques-Guillaume Clarke (Landrecies, 17 ottobre 1765 – Neuviller-la-Roche, 28 ottobre 1818) è stato un politico e generale francese. Altrimenti noto come duca di Feltre o conte di Hunebourg, si conquistò la fiducia di Bonaparte come suo capo topografo durante la campagna d'Italia, poi lo servì come ministro della guerra per sette anni. Ottenne lo stesso incarico da Luigi XVIII, che lo promosse anche a Maresciallo di Francia, dopo la caduta dell'imperatore.
Il suo nome è stato inciso sull'Arco di Trionfo a Parigi.

## Biografia

### Gli esordi e la Rivoluzione francese
Nacque a Landrecies, piccolo comune agricolo del dipartimento del Nord-Pas de Calais, da una famiglia di origine irlandese. Entrò nell'École militaire de Paris nel 1781 ed un anno dopo entrò nell'esercito francese col grado di sottotenente del reggimento di cavalleria Berwick. Nel 1784 fu nominato capitano del reggimento di ussari Colonel Général. Con lo scoppio della Rivoluzione, decide di lasciare momentaneamente l'esercito nel 1790, trovando impiego in un'ambasciata francese a Londra. Tornato in Francia l'anno successivo, riprese i propri gradi nell'esercito, ottenendo anche una promozione a primo capitano del 14° reggimento di dragoni. Nel 1792 venne promosso caposquadrone di uno squadrone di cavalleria e successivamente colonnello del 2º reggimento di cavalleria leggera, venendo impiegato nell'Armata del Reno, dove si distinse nella presa di Spira e poi nella sua difesa. Nel 1793 ottenne la promozione a generale di brigata a seguito degli scontri di Erchien, nei pressi di Landau, e vennero assegnati lui tre reggimenti di dragoni, destinati a compiti di avanguardia. Per un certo periodo venne anche impiegato presso lo stato maggiore dell'Armata del Reno, salvo poi essere destituito ed in seguito anche incarcerato dalla Convenzione nazionale durante il regime del Terrore per il sospetto di avere nobili origini e di essere stato complice degli austriaci a Wissembourg. Venne rilasciato e i suoi gradi vennero ripristinati solo nel 1795. Dopo un breve periodo sul fronte alsaziano, fu assegnato a capo dell'ufficio topografico del ministero della guerra: l'impegno e la dedizione con le quali svolse il suo compito gli valsero la fiducia del Direttorio, che lo nominò generale di divisione nel dicembre dello stesso anno. Assieme alla promozione, gli venne affidato da Carnot il compito di sorvegliare il giovane e ambizioso generale Bonaparte, che di lì a breve sarebbe stato incaricato di comandare l'Armata d'Italia.
Giunto al servizio di Bonaparte, ufficialmente con il compito di trattare la pace con l'Austria e segretamente con quello di controllare il giovane generale, Clarke finì con l'essere catturato dal carisma di Napoleone e si mise al suo servizio, trascurando il compito originariamente assegnato lui. Nel nuovo ruolo di diplomatico ottenne dei buoni risultati: firmò la pace di Tolentino e seguì da vicino anche gli sviluppi dell'armistizio di Leoben, contribuendo in qualche misura alla stesura del trattato di Campoformio. Terminato il suo impiego presso Bonaparte, fu richiamato dal Direttorio in Francia: ben chiara la sua mancanza di fedeltà, cadde in disgrazia e fu lasciato senza lavoro per diverso tempo, con l'eccezione del suo impiego per un trattato di alleanza con il Regno di Sardegna nel 1798. Dopo il ritorno di Napoleone dall'Egitto, fu uno dei più accesi sostenitori del colpo di stato del 18 brumaio: dopo il successo del golpe venne rimesso a capo dell'ufficio topografico e poi premiato con un posto di comando a Lunéville nel 1800, che mantenne anche durante i colloqui di pace con l'Austria. Cessata la guerra, fu inviato nel Regno d'Etruria presso Ludovico di Borbone-Parma come ambasciatore, finendo poi per svolgere il ruolo di ministro del piccolo Stato. Oltre a ciò, si occupò di scortare i prigionieri di guerra russi in patria.

### Il ruolo centrale durante l'Impero

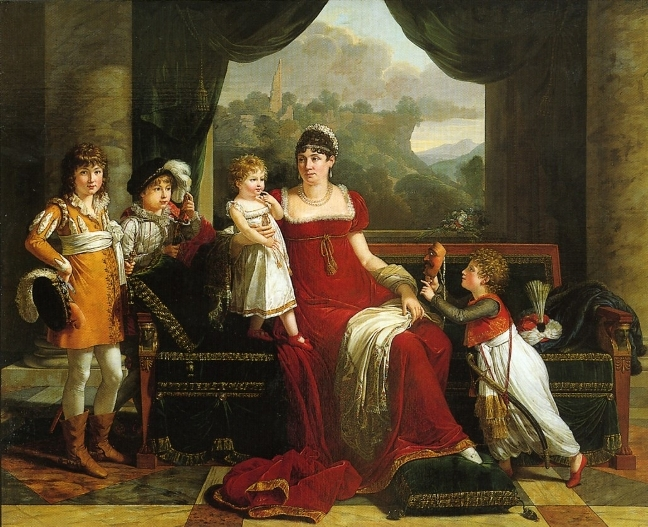
La famiglia Clarke nel 1810

Ritornato in Francia nel 1804, si mise al servizio di Napoleone. Con l'instaurazione dell'impero, divenne segretario dell'ufficio dell'imperatore per l'esercito e la marina. L'anno successivo, allo scoppio della guerra della Terza coalizione, riprese il servizio attivo: attraversò il Reno e combatté nella campagna di Ulma. Una volta che i francesi ebbero raggiunto la capitale austriaca, Napoleone lo nominò governatore della città e delle province della Bassa Austria, della Stiria e della Carinzia. Terminata la guerra, fu incaricato di presiedere la delimitazione del confine tra la Francia, il Württemberg e il Baden. In quello stesso periodo, fu incaricato di dirigere delle trattative di pace con l'Inghilterra e con la Russia: nel primo caso, la morte del ministro Fox stroncò le trattive ancora in fase di sviluppo, nel secondo lo zar Alessandro si rifiutò di firmare il documento redatto dai due plenipotenziari. Nel frattempo, Clarke seguì nuovamente la Grande Armée durante la guerra della Quarta coalizione, marciando al fianco dell'esercito in Germania. Dopo le vittorie di Jena ed Auerstädt, Napoleone lo nominò governatore di Erfurt prima e di Berlino poi. Dopo aver ratificato il trattato di pace tra Sassonia e Francia, venne promosso a ministro della guerra dell'impero in sostituzione del maresciallo Berthier.
Nel 1808 ricevette le prime decorazioni i primi riconoscimenti per il lavoro svolto: ottenne i titoli di Cavaliere dell'Ordine di Sant'Uberto dalla Baviera e di Cavaliere di Gran Croce dell'Ordine della Fedeltà dal Baden; ricevette due dotazioni da 20000 franchi all'anno per i suoi possedimenti in Vestfalia e nell'Hannover ed inoltre venne elevato a conte di Hunebourg il 24 aprile. Ulteriori decorazioni e riconoscimenti furono lui concessi l'anno successivo, quando venne insignito del titolo di Grand'Ufficiale della Legion d'Onore e venne elevato a duca di Feltre. Tali concessioni non furono affatto casuali: Lord Chatman era sbarcato in Zelanda, più precisamente nell'isola di Walcheren, con 55000 uomini per supportare gli austriaci nella guerra contro la Francia. Clarke, appresa la notizia, mise subito in moto tutte le forze disponibili per fermare sul nascere la spedizione inglese: in una settimana era riuscito a mobilitare e portare in zona 20000 uomini, dopo due settimane quasi 40000 soldati erano stati raggruppati ad Anversa. Il così rapido dispiegamento di forze rese inutile il tentativo di sbarco inglese e ben presto i britannici si ritirarono, avendo perso più uomini per colpa della malaria che delle pallottole.
Nel 1812, mentre l'imperatore era ancora impegnato nella sua campagna in Russia, osservò le operazioni per la cattura del generale Malet, fuggito da un manicomio nella notte tra il22 ed il 23 ottobre ed intenzionato ad attuare un colpo di Stato per rovesciare Napoleone ed instaurare nuovamente una repubblica. Nel giro di qualche giorno tutti i cospiratori coinvolti furono arrestati e giustiziati pubblicamente. Sebbene la decisione di una punizione esemplare fosse stata presa dallo stesso Clarke, egli si era dimostrato insolitamente poco attento e coinvolto, tanto che la cattura dei cospiratori avvenne in maniera del tutto indipendente dai suoi ordini. Le indecisioni, le titubanze, le scarse energie utilizzate in questa circostanza furono un primo segnale che la motivazione e la fiducia di Clarke nel progetto di Napoleone, fino ad allora inattaccabili, non fossero poi così salde.
Dopo la battaglia di Lipsia, questo stesso atteggiamento si ripropose in maniera sempre più evidente: sembrava sempre indeciso e dubbioso, incapace di agire con fermezza per difendere la Francia come aveva fatto in precedenza. Ad esempio, quando i comandanti delle milizie a difesa della capitale, in procinto di essere assediata, chiesero lui di poter ricevere delle armi, in particolare delle picche, rispose di non averne più a disposizione mentre, in realtà, poche ore dopo ne furono trovate in abbondanza presso vari depositi. Dopo la definitiva sconfitta di Napoleone, convinse l'imperatrice ad abbandonare Parigi, fuggendo a Blois e seguendola. Più tardi appoggiò la decisione del Senato di chiedere la formale abdicazione di Napoleone. L'imperatore, nelle sue memorie a Sant'Elena, commentò aspramente la scelta fatta dal suo ministro:

### La Restaurazione e gli ultimi anni

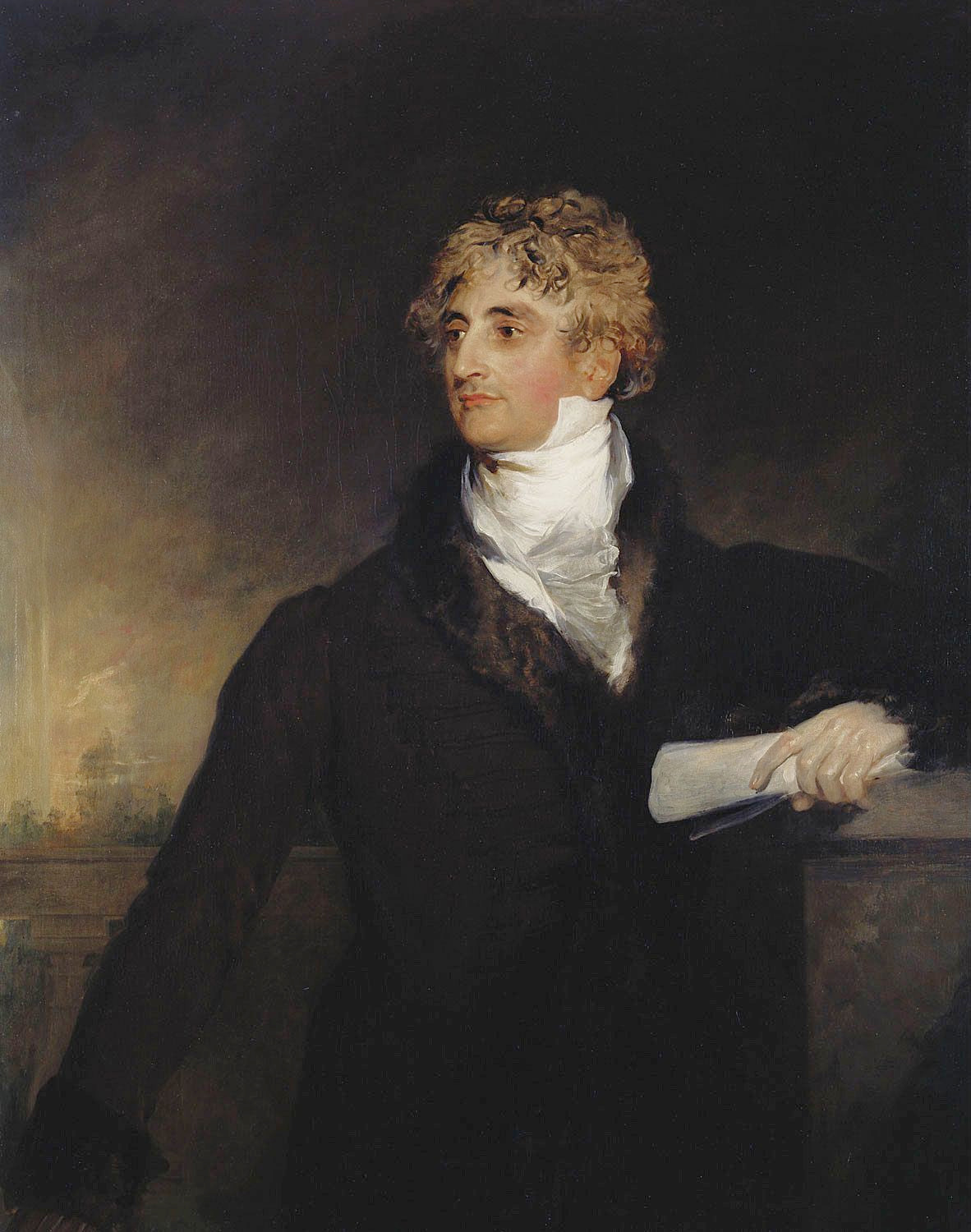
Il duca di Richelieu

Salito al trono Luigi XVIII, il ministero della guerra venne affidato al Dupont de l'Étang ma il nuovo sovrano ricompensò il ministro uscente facendolo Pari di Francia. Quando Napoleone sbarcò dall'Elba nel marzo 1815, Clarke seguì Luigi XVIII nella fuga a Gand, in Belgio. Dopo Waterloo e la seconda abdicazione dell'imperatore, Clarke venne ricompensato con la restituzione del ministero della guerra nel governo Talleyrand. Conservò l'incarico anche con il primo governo Richelieu, entrato in carica il 28 settembre 1815. Nel 1816 venne anche fatto Maresciallo di Francia. In quegli anni difficili si distinse per una stretta fedeltà al nuovo sovrano della restaurazione, che aveva come priorità di politica interna il bando della vita pubblica dei soggetti compromessi: i regicidi, ossia i favorevoli alla votazione di ghigliottinare Luigi XVI, e i personaggi che avevano ricoperto incarichi pubblici durante i Cento giorni.
Restò in carica sino al 2 settembre 1817, quando, senza che cadesse il governo Richelieu, venne sostituito dal Saint-Cyr, rimasto estraneo al ritorno di Napoleone. Clarke venne compensato con il comando della 15ª divisione. Morì nel 1818, lasciando agli eredi una più che cospicua fortuna.

## Il giudizio della storia militare
L'importanza avuta da Clarke all'interno dell'organizzazione dell'impero di Napoleone non era tanto dovuta alla sua capacità militare tanto quanto all'incredibile mole di lavoro che il ministro era capace di svolgere autonomamente: Napoleone aveva riconosciuto l'abilità di Clarke di lavorare sodo, cosa che apprezzava moltissimo nei suoi collaboratori.
Quanto alle capacità militari di Clarke, sebbene da giovane avesse combattuto diverse battaglie e in alcune occasione si fosse distinto, Napoleone, forse ancora amareggiato dal suo tradimento, non ne fece un ritratto particolarmente positivo, anzi, lo definì come privo di alcun talento militare. In effetti, ben poche delle promozioni da lui ottenute nel corso della carriera furono ricevute sul campo di battaglia o per meriti ad esso legati.